# Цаука, Лолита
Лолита Цаука (латыш. Lolita Cauka; 6 апреля 1946) — советская и латвийская актриса.

## Биография
Лолита Цаука (в замужестве Лолита Кална) родилась 6 апреля 1946 года в Риге, в семье служащих. Дядя — актёр и режиссёр Волдемарс Цаука, брат — актёр и режиссёр Дидзис Цаука.
Окончила 1-ю Рижскую среднюю школу (1964) и театральный факультет Латвийской государственной консерватории им. Я. Витола (1970).
Актриса Лиепайского государственного театра (1970—1973) и Драматического театра им. А. Упита (с 1974 года).
Вместе со своим супругом — хирургом и экс-депутатом Рижской думы Дайнисом Калнсом является основателем и идейным вдохновителем проведения традиционного фестиваля оперной музыки в Сигулде.
Приобрела популярность среди кинозрителей после исполнения одной из главных ролей в приключенческой дилогии режиссёра Рижской киностудии Александра Лейманиса «Слуги дьявола».

## Творчество

### Роли в театре

#### Лиепайский театр
- 1971 — «Сказки старого Арбата» Алексея Арбузова — Вика
- 1972 — «Ангелы в аду» по повести Бориса Васильева «А зори здесь тихие» — Женя Комелькова
- 1972 — «В огне» Рудольфа Блауманиса — Кристина
- 1973 — «Роза Бернд» Герхарта Гауптмана — Роза Бернд

#### Драматический театр им. А. Упита (Национальный театр)
- 1974 — «Тёплая, симпатичная ушанка» Хария Гулбиса — Дайнувите
- 1979 — «Аморальная история» Эмиля Брагинского и Эльдара Рязанова — Лида
- 1984 — «Метеор» Петериса Петерсона — Мелисса
- 1985 — «Огонь и ночь» Райниса — Лаймдота
- 1986 — «Вагончик» Нины Павловой — Прокурор
- 1987 — «С хижиной в церкви» Паула Путниньша — Тейка
- 1988 — «Индраны» Рудольфа Блауманиса — Лиза
- 1991 — «Священные чудовища» Жана Кокто — Лулу
- 1993 — «Невидимый Харви» Мэри Чейз — Луиза
- 1994 — «Лу — хороший ангел» Ференца Мольнара — Каролина
- 1995 — «Салемские ведьмы» Артура Миллера — Анна
- 1995 — «Шальной барон Бундулс» Я. Зейболта — Илона
- 1998 — «Смерть коммивояжёра» Артура Миллера — Линда
- 1998 — «Филумена Мартурано» Эдуардо де Филиппо — Филумена Мартурано
- 1999 — «Утро и вечер» А. Салбака — Хелена

### Фильмография
- 1970 — Слуги дьявола — Рута
- 1972 — Слуги дьявола на чёртовой мельнице — Рута
- 1974 — Нападение на тайную полицию
- 1974 — Наперекор судьбе — эпизод (нет в титрах)
- 1977 — Отблеск в воде
- 1991 — Индраны — Лизе

## Награды
- Крест Признания 4 класса (2006)[2].